# Martouni
Pour les articles homonymes, voir Martouni (homonymie).
Martouni (en arménien Մարտունի ; anciennement Mets Kznut, puis, de 1830 à 1922 Nerkin Gharanlough) est une ville d'Arménie située dans le marz de Gegharkunik, au sud du lac Sevan et à 130 km de la capitale Erevan. Elle compte 11 969 habitants en 2008.
Martouni est traversée par la M10 et la M11. 
Son économie repose essentiellement sur l'industrie, toutefois en déclin.